# Chaghdar
Chaghdar (persiska: چغدر) är en ort i Iran.   Den ligger i provinsen Kermanshah, i den nordvästra delen av landet, 400 km väster om huvudstaden Teheran. Chaghdar ligger 1 832 meter över havet och antalet invånare är 195.
Terrängen runt Chaghdar är platt åt sydost, men åt nordväst är den kuperad. Terrängen runt Chaghdar sluttar söderut.Runt Chaghdar är det ganska tätbefolkat, med 72 invånare per kvadratkilometer. Närmaste större samhälle är Kalegāh-e Zamān, 19,3 km öster om Chaghdar. Trakten runt Chaghdar består till största delen av jordbruksmark.